# Poecilolepis
Poecilolepis es un género de plantas con flores perteneciente a la familia  Asteraceae. Comprende 2 especies descritas y  aceptadas. Es originario de Sudáfrica.

## Taxonomía
El género fue descrito por Jürke Grau y publicado en Mitteilungen der Botanischen Staatssammlung München 13: 244. 1977. La especie tipo es: Poecilolepis ficoidea (DC.) Grau	

## Especies seleccionadas
A continuación se brinda un listado de las especies del género Poecilolepis aceptadas hasta junio de 2012, ordenadas alfabéticamente. Para cada una se indica el nombre binomial seguido del autor, abreviado según las convenciones y usos.
- Poecilolepis ficoidea (DC.) Grau
- Poecilolepis maritima (Bolus) Grau